# Nazionale maschile di rugby a 15 del Burundi
La nazionale di rugby XV del Burundi è inclusa nel terzo livello del rugby internazionale.
Il Burundi è una delle nazioni più povere al mondo e le maglie di gioco della nazionale sono state regalate dal club irlandese UCD Dublino nel 2008.